# Tindobate
Tindobate – gaun wikas samiti w zachodniej części Nepalu w strefie Gandaki w dystrykcie Syangja. Według nepalskiego spisu powszechnego z 2001 roku liczył on 873 gospodarstw domowych i 4480 mieszkańców (2483 kobiet i 1997 mężczyzn).